# 学校法人日本社会事業大学
学校法人日本社会事業大学（がっこうほうじんにほんしゃきじぎょうだいがく）は、東京都清瀬市に本部を置く学校法人。

## 沿革
- 1908年10月7日 - ｢中央慈善協会｣設立（初代会長：渋沢 栄一）[1]
- 1921年3月 - 中央慈善協会を社会事業協会に改称
- 1924年3月 -　財団法人中央社会事業協会となる
- 1946年10月7日 -  財団法人中央社会事業協会を運営主体として、日本社会事業学校（初代）を設置。
- 1947年3月31日 -  財団法人中央社会事業協会が、財団法人日本社会事業協会に組織変更。日本社会事業学校を廃止し、専門学校令に基づいて、同財団法人が運営する日本社会事業専門学校を設立。
- 1950年3月 -  日本社会事業専門学校を廃止。
- 1950年4月 - 日本社会事業短期大学開学。
- 1951年1月 - 全日本民生委員連盟、同胞援護会と合併、｢財団法人中央社会福祉協議会｣を設立[注釈 1]
- 1951年3月9日 -  私立学校法附則第3項に基づき、財団法人日本社会事業協会が学校法人日本社会事業学校に組織変更[2]。
- 1951年10月	各種学校「日本社会事業学校（第2代）」が発足する。
- 1958年3月12日 - 日本社会事業短期大学が4年制単科大学への昇格が認可され、同短大の募集を停止する。
- 1958年4月 - 日本社会事業大学（社会福祉学部 社会事業学科/児童福祉学科）設置。
- 1962年4月 - 学校法人日本社会事業大学（現法人名）に改称。
- 1981年1月 - 付属施設「子ども学園」開設。
- 1989年4月 - 東京都清瀬市へ移転。日本社会事業大学大学院（社会福祉学研究科社会福祉学専攻修士課程）設置。
- 1994年4月 - 日本社会事業大学大学院（社会福祉学研究科社会福祉学専攻博士課程）設置。
- 1996年4月 - 日本社会事業大学、学科名称変更（社会事業学科福祉計画学科/児童福祉学科福祉援助学科）。
- 1999年4月日本社会事業学校に通信教育科設置。
- 2004年3月 - 日本社会事業学校廃校。
- 2004年4月 - 日本社会事業大学通信教育科に名称変更。日本社会事業大学大学院福祉マネジメント研究科（専門職学位課程）設置。
- 2006年4月 - 学校法人光照学園（文京社会福祉専門学校）を統合。

## 設置校
- 日本社会事業大学
  - 大学院(社会福祉学研究科／福祉マネジメント研究科)
  - 社会福祉学部（福祉計画学科／福祉援助学科）
  - 通信教育科（社会福祉士養成課程／精神保健福祉士養成課程／社会福祉主事養成課程）

## 廃止校
- 文京社会福祉専門学校（介護福祉学科）＝平成21年3月廃校